# Sulfit
Els sulfits són oxoanions, les sals o èsters de l'hipotètic àcid sulfurós H₂SO₃. Les sals de sulfit contenen l'anió SO₃2-, i són les més importants el sulfit de sodi i el sulfit de magnesi. Es formen en posar en contacte el diòxid de sofre (SO₂) amb dissolucions alcalines. Es tracta de substàncies reductores passant el sofre de l'estat d'oxidació +IV al + VI. En dissolucions àcides es descomponen alliberant un nou òxid de sofre(IV). Els sulfits orgànics (R-S(O)-R'; R, R' = restes orgàniques) s'obtenen a partir de clorur de tienil (SOCl₂) i alcohols.
L'ió del sulfit té forma gairebé tetraèdrica amb l'àtom de sofre en el centre i els tres àtoms d'oxigen i un parell d'electrons apuntant a les cantonades.

## Aplicacions
Els sulfits es fan servir a la indústria alimentària com a antioxidants. Són sulfits, o en generen els additius E220 (diòxid de sofre, que no és un sulfit però que en dissoldre's genera sulfits), E221 (sulfit de sodi), E222 (hidrogensulfit de sodi); E223 (disulfit de sodi); E224 (disulfit de potassi); E226 (sulfit de calci); E227 (hidrogensulfit de calci) i E228 (hidrogensulfit de potassi).

### Vi
L'addició de sulfits al vi té la finalitat d'inhibir el creixement de microorganismes externs al procés de fermentació (que, en la major part dels casos transformaria el vi en vinagre) i alhora evitar l'oxidació del producte final. Els compostos sofrats s'han utilitzat per a millorar l'estabilitat del vi des de l'època dels romans, en què s'encenia una tireta de pols de sofre a l'interior de la bóta del vi per a generar diòxid de sofre.
Actualment, el disulfit de potassi (E224) és l'additiu més utilitzat per aconseguir la presència d'ions sulfit al vi. En contacte amb solucions aquoses, el disulfit de potassi estableix un equilibri químic, donant lloc a les formes de diòxid de sofre (SO₂), l'ió sulfit (SO₃2-) i l'ió hidrogensulfit (HSO₃-).
{\displaystyle \mathrm {K_{2}S_{2}O_{5}} \to 2\mathrm {K^{+}} +2\mathrm {HSO_{3}^{-}} }
{\displaystyle \mathrm {SO_{3}^{-}} +\mathrm {H^{+}} \rightleftharpoons \mathrm {HSO_{3}^{-}} +\mathrm {H^{+}} \rightleftharpoons \mathrm {H_{2}SO_{3}} \rightleftharpoons \mathrm {SO_{2}} +\mathrm {H_{2}O} }
La proporció en què es troben aquestes tres formes depèn del pH, però en la majoria de vins (rang de pH: 3-4) la forma majoritària és sempre l'ió hidrogensulfit. Si bé les tres formes químiques presenten propietats similars, el diòxid de sofre és el principal responsable de l'acció antimicrobiana, mentre que l'ió hidrogensulfit té una acció essencialment antioxidant.

### Altres
De la mateixa manera que el vi, els sulfits s'utilitzen per a la preservació de certs aliments:
- Cervesa. Actualment són poques les cerveses que contenen sulfits. En la majoria de cerveses industrials, la fermentació s'atura mitjançant altes temperatures o filtratge, mentre que en moltes cerveses artesanals es duu a terme una segona fermentació després de l'embalatge per la qual seria contraproduent l'addició de sulfits.
- Fruits secs.
- Raves.
- Patates dessecades.

## Salut i seguretat
Poden causar al·lèrgies
L'ús de sulfits en aliments que es consumeixen crus, està regulat per diverses normatives.